# Амадей I Женевский

Графство Женева на карте Верхней Бургундии

Амедей I (фр. Amédée Ier de Genève; ок. 1098 — 1178) — граф Женевы с 1128 года. Сын Эймона I.
Датой рождения считается ок. 1098 года. Возможно — позже, ок. 1110 года, если судить по времени первой женитьбы (1131). Этот же год рождения (1110) указан во многих генеалогиях.
Наследовал отцу ок. 1128 года. Несмотря на условия договора от 1124 года, по которому власть в городе принадлежала епископу, пытался утвердить там своё влияние. Но по соглашению от 21 февраля 1156 года отказался от своих попыток, при этом выторговав себе кое-какие преференции.
Во время борьбы за Бургундское наследство (1127—1140) поддерживал Рено III против Конрада Церингена. В этот период расширил свои владения в Во, входившем в юрисдикцию епископов Лозанны, захватив замок Люсан. Это привело к конфликту с дядей — епископом Герольдом де Фосиньи. Спор был улажен при посредничестве Бернара де Клерво.
В 1157 году получил от императора Фридриха Барбароссы право назначать епископов Женевы. Этому воспротивился архиепископ Вьенна, наложивший на Амедея I интердикт. Спор был решён в 1162 году в пользу церкви.
Несмотря на вражду с епископами, Амедей I известен щедрыми пожертвованиями монастырям и храмам.
Умер в 1178 году, вероятно — не позднее июля.

## Семья
Первая жена (ок. 1131) — Матильда (ум. ок. 1137), возможно — из рода графов Невшатель. Некоторые историки считают, что это Матильда де Же (de Gex), дочь Понса де Кюизо или Гуго I де Кюизо, сеньор де Клерво. От неё сын:
- Гильом I (1132—1195), граф Женевы с 1178.

Вторая жена (свадьба — до 1147) — женщина из рода де Домен (de Domène), вероятно — Беатриса, дочь Пьера Энара или Гига Энара де Домен. От неё — трое детей:
- дочь (р. 1155) — жена Генриха I, сеньора де Фосиньи
- Амедей (после 1153—1210) — барон де Же
- Беатриса (?), жена Эбальда IV де Грансон, мать женевского епископа Эймона.